# 王银成
王银成（1960年—），山西临猗人，高级会计师。中华人民共和国政治人物。

## 生平
王银成取得中南财经政法大学经济学博士学位。1982年进入中国人民保险公司，历任公司计财部副总经理、深圳市分公司总经理、公司总经理助理、公司副总裁、总裁兼副董事长。2017年2月23日涉嫌严重违纪，正接受组织审查。2017年7月5日被双开，移送司法机关。福州市人民检察院起诉指控：2006年至2016年，被告人王银成利用担任中国人民财产保险股份有限公司党委委员、副总裁、党委书记、总裁、中国人民保险集团股份有限公司党委副书记、总裁等职务上的便利，为相关单位和个人在工程承揽、职务晋升、子女就业等事项上提供帮助，直接或通过其近亲属，非法收受上述单位和个人给予的财物，共计折合人民币870万余元，依法应当以受贿罪追究其刑事责任。。
2018年5月24日，福建省福州市中级人民法院一审宣判，对被告人王银成以受贿罪判处有期徒刑11年，并处罚金人民币100万元；对王银成受贿所得财物及其孳息予以追缴，上缴国库。